# Torinski prt
Torinski prt (ali sveti prt, v angleščini tudi sveti sindon) je kos blaga, na katerem se poznajo poteze moškega telesa. Prt je v novejšem času shranjen v katedrali svetega Janeza Krstnika v Torinu, Italija. Po prepričanju številnih vernikov je to prt, v katerega so zavili umrlega Jezusa, po smrti na križu. S tem prepričanjem se strinjajo tudi nekateri znanstveniki, ki so prt analizirali, obstajajo pa tudi resni razlogi za nasprotno prepričanje.

## Opis prta
Torinski prt je kos lanene tkanine dimenzij 437x117cm. Na prtu je slabo viden dvojni odtis človeške (moške) postave - na eni polovici prta sprednji, na drugi polovici zadnji del. Dosti bolje kot odtisi telesa so vidni sledovi požara iz leta 1532. Ker se odtis telesa zelo slabo razloči, prt dolga stoletja ni veljal za posebej zanimivo relikvijo. Do preobrata je prišlo leta 1898, ko je Secondo Pia prt fotografiral po klasičnem fotografskem postopku. Pri razvijanju negativov je prišel do osupljive ugotovitve, da je podoba obraza in telesa na negativu dosti razločnejša in izrazitejša kot na prtu samem. To je pripeljalo do domneve, da je podoba na prtu nejasna zato, ker je pravzaprav neke vrste negativ in zato je šele negativ te negativne podobe pravi pozitiv.

## Opis podobe in raziskave pristnosti
Podoba na prtu prikazuje bradatega moškega srednjih let, ki so ga pred smrtjo očitno zelo mučili. Po celem telesu so vidne številne rane od bičanja s posebnim bičem, ki je imel med jermene vpletene koščke kovine, da bi bolj ranil kožo. Po obrazu so vidne otekline, kakršne nastanejo ob boksanju ali brcanju v obraz. Okoli zgornjega dela glave je videti sledove venca iz bodic ali trnov - rane so globoke in lasje moža so precej okrvavljeni. Analiza krvavih madežev potrjuje, da gre res za pravo človeško kri skupine AB. Desna stran prsnega koša je prebodena z ostrim predmetom (sulico). Na rokah in nogah je videti sledove žebljev: moža so križali tako, da so mu pribili po en žebelj skozi vsako zapestje (ne skozi dlan!) in en skupni žebelj skozi obe stopali.
Opisane podrobnosti so s prostim očesom na samem prtu zelo slabo vidne. Bolje se vidijo na fotografskem negativu, še podrobnejše raziskave pa so opravili strokovnjaki za sodno medicino s sodobnimi tehničnimi pripomočki. Med strokovnjaki, ki so preučevali biokemične lastnosti prta, velja omeniti zlasti naslednje: J. H. Heller in A. D. Adler (1980/81), Pier Baima Bollone (1981).
Jackson, Jumper in Stephenson pa so preučevali lastnosti podobe - pri tem so si pomagali s posebnim programom za izboljšanje kakovosti digitalnih slik. Program je razvila NASA pri obdelavi fotografij z drugih planetov. Omenjeni raziskovalci so s tem programom obdelali nekoliko nejasni del podobe v področju oči in ugotovili, da je imel pokojnik na vsakem očesu kovanec. Kovanec na desnem očesu so kovali samo v Jeruzalemu v letih 29 in 30. Po digitalni obdelavi slik so na prtu našli tudi nekaj črk, v katerih nekateri raziskovalci prepoznavajo posamezne besede, vendar napis ni jasno berljiv.
Več raziskovalcev je iskalo tudi sledove cvetnega prahu na prtu. Med različnimi vrstami cvetnega prahu so odkrili tudi rastlinske vrste, ki so značilne za okolico Jeruzalema in cvetijo marca in aprila. S tem se je ukvarjal najprej švicarski kriminalistični polenolog (izvedenec za cvetni prah) Max Fleisch, pozneje pa neodvisno še strokovnjaki izraelske univerze. Žal se je v dolgih stoletjih na prtu nabralo še zelo veliko drugih vrst cvetnega prahu in številne nečistoče, kar zelo otežuje raziskave.
Leta 1988 so vzeli tudi nekaj vzorcev z roba (vogala) prta za testiranje starosti z radiokarbonsko analizo. Analizo so opravili na Oxfordski univerzi, Arizonski univerzi in na Švicarskem tehnološkem inštitutu. Rezultati vseh treh analiz kažejo, da je bil prt izdelan med letoma 1260 in 1390. S tem je bila za veliko število znanstvenikov debata končana: prt ne more biti pristen. Vendar pa so takoj sledili tudi resni 
ugovori: 
- Prva skupina ugovorov zadeva radiokarbonsko datiranje: vzorci so bili vzeti z vogala, ki so ga ljudje pogosto držali v rokah, tako da bi ostanki pota in kože lahko bistveno vplivali na datiranje. Poleg tega je bil prt po požaru leta 1532 restavriran - nekateri trdijo, da je bilo datiranje pravilno, a da vzorec ne predstavlja originalnega prta, pač pa poznejši dodatek.
- Druga skupina ugovorov je bolj filozofska: zakaj sploh bi se srednjeveški ponarejevalec trudil in naredil ponaredek, ki je bil dolga stoletja nezanimiv, saj se na njem s prostim očesom ne vidi skoraj nič. Večino zanimivih podrobnosti so razkrile šele raziskave v 20. stoletju. Poleg tega bi srednjeveški ponarejevalec skoraj zagotovo prikazal križanje s pribijanjem skozi dlani in ne skozi zapestja (to je še zdaj najbolj pogost način upodabljanja križanega Jezusa v likovni umetnosti, a je zgodovinsko napačen - Rimljani so križali ljudi s pribijanjem skozi zapestja, saj dlani sploh ne zdržijo teže celega telesa; glej članek križanje).

Najbolj ekstremno mnenje zagovarja Holger Kersten, ki v svoji knjigi Zarota proti Jezusu trdi, da je prt pristen in da je Cerkev namenoma ponaredila rezultate radiokarbonskega datiranja, zato da bi prikrila pristnost. Po Kerstenovem mnenju se namreč iz sledov krvi na prtu vidi, da Jezus na križu ni umrl in da torej tudi ni zares vstal od mrtvih - šlo naj bi za prevaro že v času križanja.
Večina znanstvenikov v današnjem času zagovarja bolj mehko mnenje - da bi prt utegnil biti pristen.

## Druge povezave
Torinski prt je povezan tudi z dvema drugima zanimivima relikvijama.
Prvi od njiju je prtič iz Ovieda (ali sudarij). To je manjši prtič, prekrit s krvavimi madeži. Po verovanju številnih kristjanov gre za prtič, s katerim so pokrili Jezusovo glavo, ko je umiral na križu. To naj bi bil tudi prtič, ki je omenjen v Janezovem evangeliju (Jn 20,7).
Druga od njiju je Mandilion. Med pravoslavnimi kristjani je razširjena legenda o Gospodovi podobi, ki je ni narisala človeška roka in je bila vzor za vse poznejše pravoslavne ikone. To podobo imenujejo Mandilion (grško starogrško Μανδύλιον). Po legendi je apostol Juda Tadej v prvem stoletju prinesel Mandilion kralju Apgarju v Edeso. V 10. stoletju naj bi to podobo prenesli v Konstantinopel, kjer je bil Mandilion shranjen do leta 1204, ko so mesto oplenili zahodnoevropski križarji.